# Treignac
 Treignac  (en occitano Trainhac) es una comuna y población de Francia, en la región de Lemosín, departamento de Corrèze, en el distrito de Tulle. Es la cabecera y mayor población del cantón de su nombre.
Su población en el censo de 2008 era de 1390 habitantes.
Está integrada en la Communauté de communes de Vézère Monédières.

## Demografía
| 1795 | 1826 | 1866 | 1690 | 1520 | 1415 | 1390 |
| Para los censos de 1962 a 1999 la población legal corresponde a la población sin duplicidades (Fuente: INSEE [Consultar]) |      |      |      |      |      |      |